# Karine Danieljan

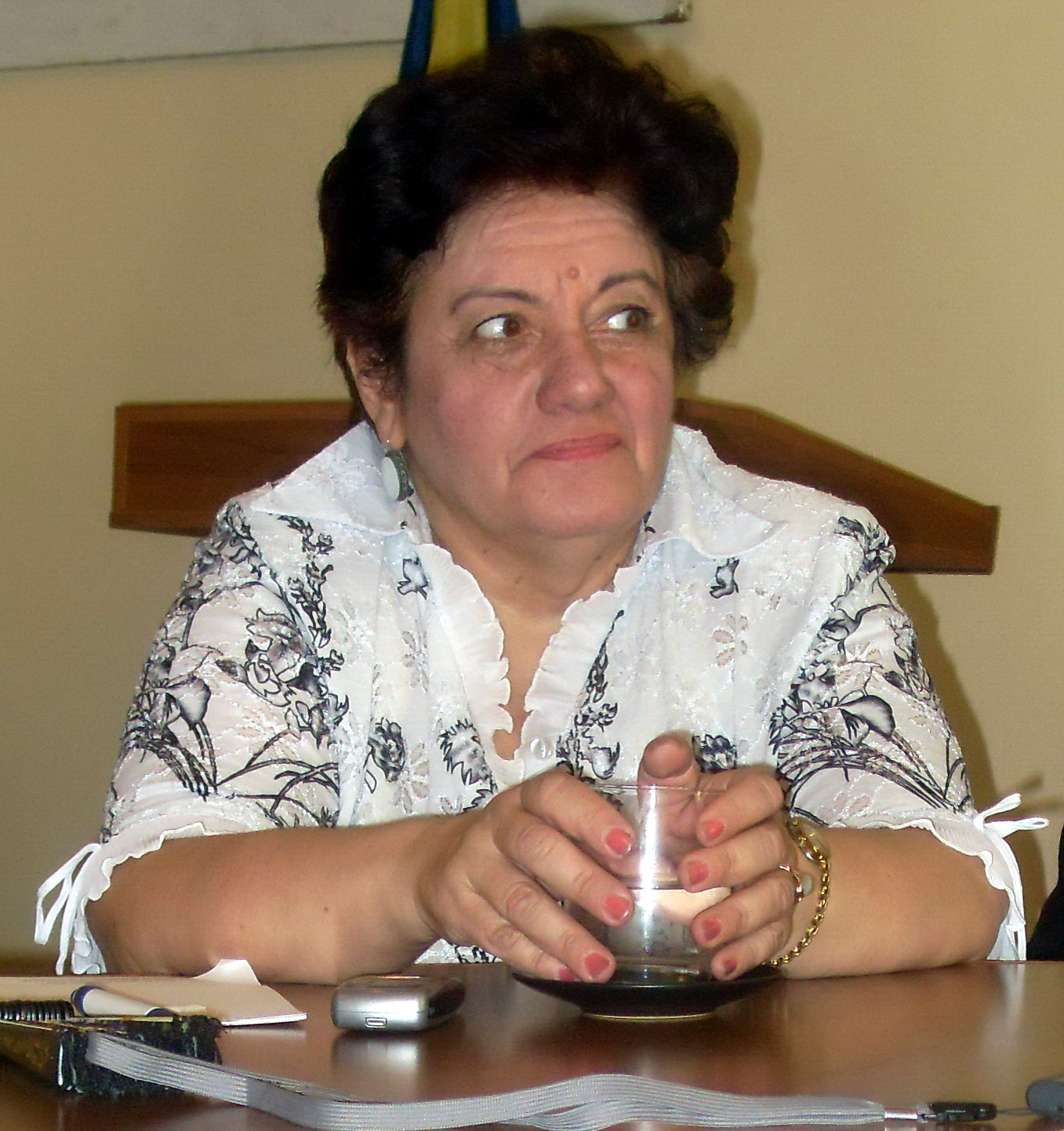
Karine Danieljan (2010)

Karine Danieljan (armenisch Կարինե Դանիելյան, russisch Карине Суреновна Даниелян; * 9. Juni 1947 in Jerewan; † 4. April 2022) war eine sowjetisch-armenische Biophysikerin, Ökologin, Politikerin und Hochschullehrerin.

## Leben
Danieljan besuchte die Mittelschule (1953–1964 mit Auszeichnung) und studierte an der Universität Jerewan in der Abteilung für Biophysik (1964–1970). In der Aspirantur führte sie biochemische und biophysikalische Untersuchungen durch (1971–1974).
1974 wurde Danieljan wissenschaftliche Mitarbeiterin der Armenischen Akademie der Wissenschaften (AN). 1975 verteidigte sie erfolgreich ihre Kandidat-Dissertation. 1976 begann sie zu lehren und hielt eine Vorlesung über Umweltschutz in der Fakultät für Biologie der Universität Jerewan.
1980 wurde Danieljan wissenschaftliche Sekretärin des wissenschaftlichen Rats für Probleme der Biosphäre beim Präsidium der AN. 1985 wechselte sie in das Forschungsinstitut für wissenschaftlich-technische Information der Regierung der Armenischen Sozialistischen Sowjetrepublik. Sie leitete dort die Abteilung für die Versorgung der Leiter der Republik mit wissenschaftlich-technischen Informationen.
1988 gründete Danieljan mit anderen die landesweite Ökologische Bewegung. Auch beteiligte sie sich an der Frauenbewegung. Sie war Mitglied des Präsidiums des Republikrats der Frauen und des Präsidiums der Liga der armenischen Frauen.
1990 wurde Danieljan zur Vizebürgermeisterin Jerewans für Ökologie und Gesundheitsfürsorge gewählt. 1991 wurde sie Ministerin für Naturschutz im unabhängig gewordenen Armenien.
1994 kehrte Danieljan an die Universität Jerewan zurück und nahm ihre Lehrtätigkeit wieder auf. 1995 wurde sie nationale Expertin für Ökologie und nachhaltige Entwicklung für verschiedene nationale Einrichtungen und internationale Organisationen (UNDP, UNEP, USAID, EU, WB, OSZE, SIDA u. a.) 1996 verteidigte sie erfolgreich ihre Doktor-Dissertation und wurde Professorin der Universität Jerewan.
Im Januar 1996 gründete Danieljan die Assoziation für nachhaltige menschliche Entwicklung als Nichtregierungsorganisation und leitete sie seitdem. Seit 1997 trat sie als Vertreterin Armeniens bei internationalen Treffen auf.
Seit 2012 leitete Danieljan den Lehrstuhl für Ökologie und nachhaltige Entwicklung der Armenischen Staatlichen Pädagogischen Universität.

## Ehrungen, Preise
- Armenische Verdienstmedaille I. Klasse
- Anania-Schirakatsi-Medaille
- 2014: Ehrenbürgerschaft der Stadt Jerewan[5]